# Ángel del dolor
El ángel del dolor o ángel de la pena (en inglés Angel of Grief; en italiano L'Angelo del dolore) es un monumento funerario construido en 1894 por el estadounidense William Wetmore Story. Está situado sobre la tumba de su esposa Emelyn Eldredge Story, en el cementerio protestante de Roma. William realizó la obra como lápida para la tumba de su esposa Emelyn, fallecida en 1894, pero murió un año después de finalizar la obra y fue enterrado en el mismo lugar, aunque el monumento no fue marcado con su nombre.
Está considerado uno de los monumentos funerarios más replicados, con copias repartidas por todo el mundo.

## Descripción
Es una escultura de mármol y piedra. La Iglesia católica prohibió enterrar en tierra consagrada a los no católicos (protestantes, judíos y ortodoxos, y también a los suicidados o a los actores), estas personas después de su muerte eran rechazadas por la comunidad cristiana de la ciudad y  eran enterradas fuera de las murallas de la ciudad, o al margen extremo de esta. La obra está de hecho situada en el monumental cementerio protestante de Roma.
El ángel está arrodillado e inclinado sobre un pedestal, con la cabeza apoyada en su brazo, mientras llora con la cara oculta. Su mano colgando impotente sobre la parte frontal del pedestal, y la curvatura de la obra tan bien detallada da una increíble sensación de tristeza y vacío desde la parte frontal de la escultura. Algunas flores de piedra se encuentran dispersas en la base del pedestal, como si el ángel los hubiera dejado caer atrapado por el dolor en un momento de desesperación. Incluso las alas, que normalmente se alzan alto, rectas y fieras, son tristemente curvas y llenas de gracia en la espalda del ángel, dando la impresión de que perdió la esperanza. El cuerpo parece totalmente abandonado a su dolor y la sensación que transmite la obra es de desgarradora humanidad.

## Copias
El resultado del notable realismo hizo famosa esta imagen, y no es de extrañar que se haya convertido en un modelo de monumento fúnebre copiado en todo el mundo, por lo que es popular especialmente en los Estados Unidos, donde hay muchas reproducciones de la obra.

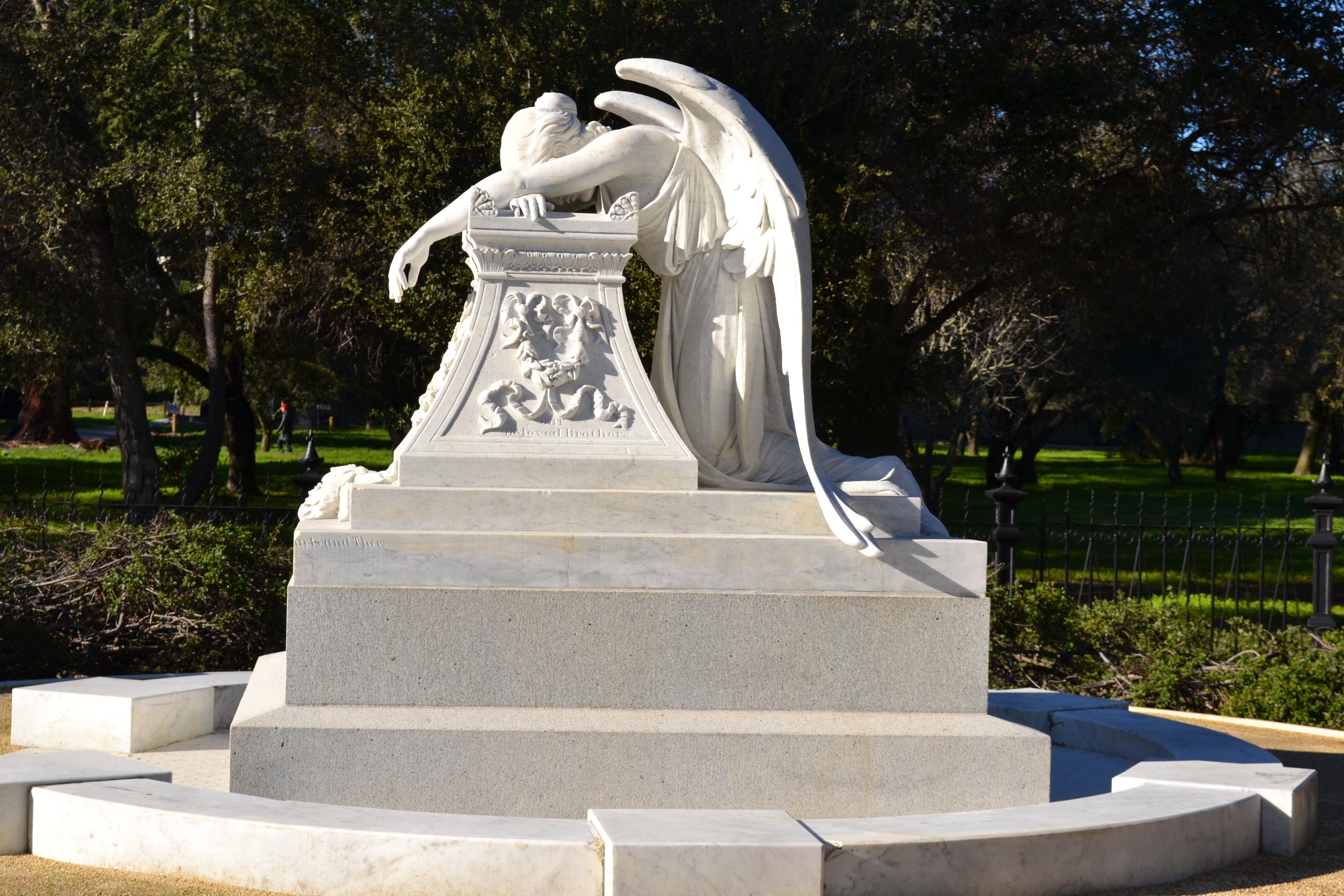
Copia del ángel del dolor en la Universidad Stanford.

La copia más famosa del ángel del dolor, se encuentra en el campus de la Universidad Stanford, en California, en el memorial por las víctimas del terremoto de 1906. La estatua fue inicialmente creada en marzo de 1901 por el escultor Antonio Bernieri, para simbolizar el dolor de la familia en memoria de Henry Clay Lathorp, el hermano de Jane Stanford Lathorp, fundador de la Universidad. En el cercano mausoleo de mármol y granito están enterrados los restos de Leland y Jane Stanford, y de su pequeño hijo Leland Junior, fallecido durante un viaje a Europa a la edad de quince años. Tras quedar dañada en el terremoto de San Francisco de 1906, fue reemplazada por otra copia comprada en Italia.
Posteriormente, el escultor alemán Frank Teich, realizó multitud de obras ente 1903 y 1904, en memoriales y cementerios del sur de los Estados Unidos.

## Reproducciones en la cultura popular
Representaciones de la estatua se usaron en las portadas de los álbumes Once (Nightwish, 2004), Evanescence EP (Evanescence, 1998), Embossed Dream in Four Acts (Odes of Ecstasy, 1998) y The Edges of Twilight (The Tea Party, 1995).